# Torhaus Brühlstraße

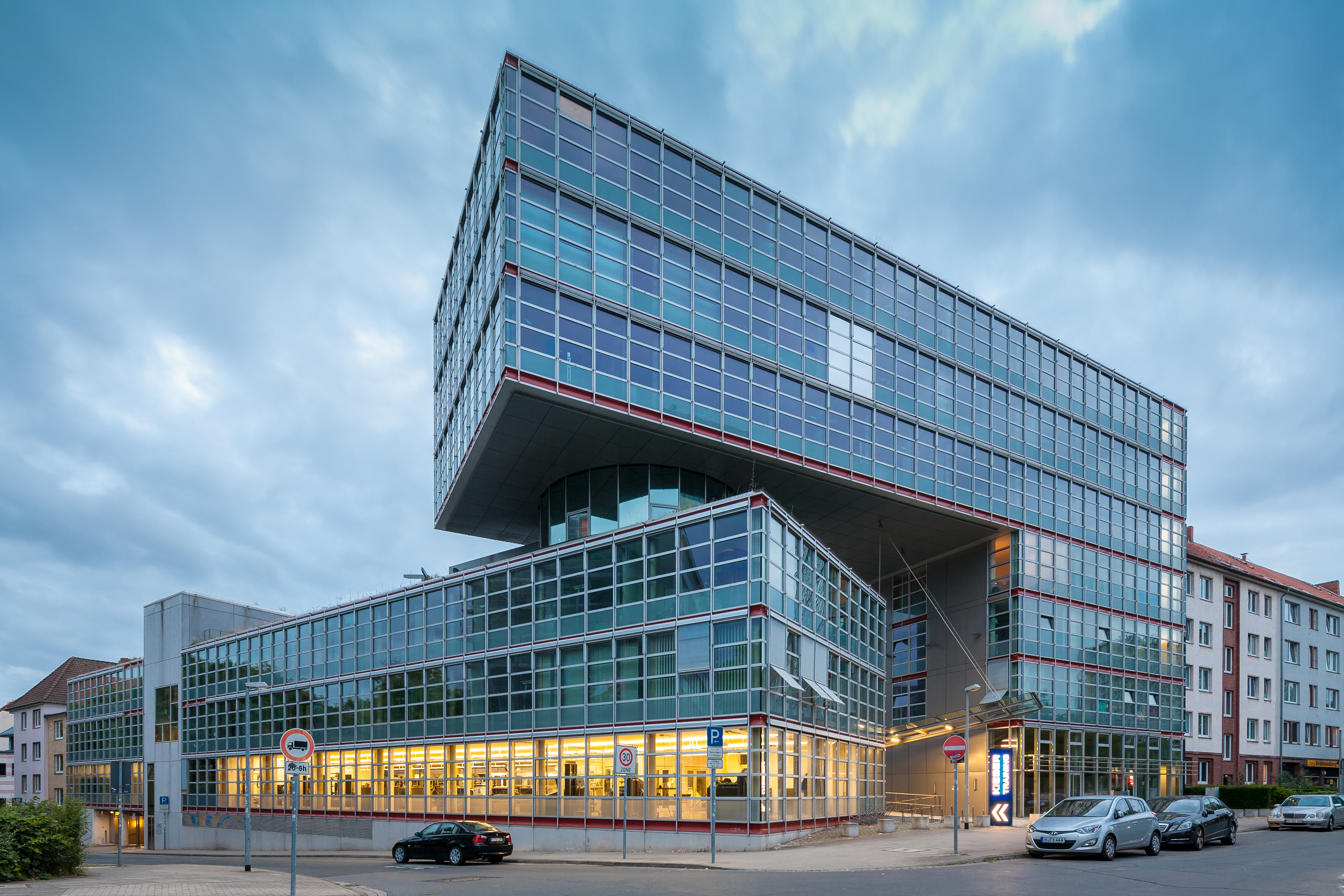
Das Torhaus Brühlstraße in der Calenberger Neustadt

Das Torhaus Brühlstraße in Hannover ist ein zu Beginn des 21. Jahrhunderts fertiggestelltes sogenanntes „Torhaus“. Standort des markanten, als Eckgebäude errichteten Büro- und Wohnhauses mit Ladennutzungen im Erdgeschoss ist die Brühlstraße 11 und 13 sowie die Andertensche Wiese 2 im hannoverschen Stadtteil Calenberger Neustadt.

## Geschichte
Das Gebäude steht teilweise an Stelle eines von dem Architekten Robert Mühlbach um 1890 errichteten Wohngebäudes unter der Adresse Andertensche Wiese 1, das sich nicht erhalten hat. Stattdessen fand sich dort eine der letzten innerstädtischen Baulücken.
Bauherr des heutigen Gebäudes war die Bayerische Architektenversorgung, die durch Bayerische Versorgungskammer in München vertreten wurde. Sie lobte einen Architektenwettbewerb aus, den der in Köln tätige Architekt Erich Schneider-Wessling 1997 für sich entscheiden konnte. Am 16. November 2000, gut zwei Wochen nach der Weltausstellung Expo 2000 in Hannover mit ihrem Generalthema „Mensch - Natur - Technik“, fand die Grundsteinlegung des seinerzeit noch mit rund 30 Millionen DM veranschlagten Projektes statt.
Das im Juni/Juli 2002 fertiggestellte Gebäude entstand dann nach Plänen von Erich Schneider-Wessling und Karsten Unkhoff (Architekturbüro Prof. Erich Schneider-Wessling) sowie dem Architekturbüro Buchalla & Partner aus Hannover, während der zuständige Landschaftsarchitekt Martin Rudolf ebenfalls in dem Kölner Architekturbüro die Pläne entwickelte.
Das Torhaus Brühlstraße stand zeitweilig im Programm der Architektenkammer Niedersachsen für geleitete Besichtigungen.

## Baubeschreibung

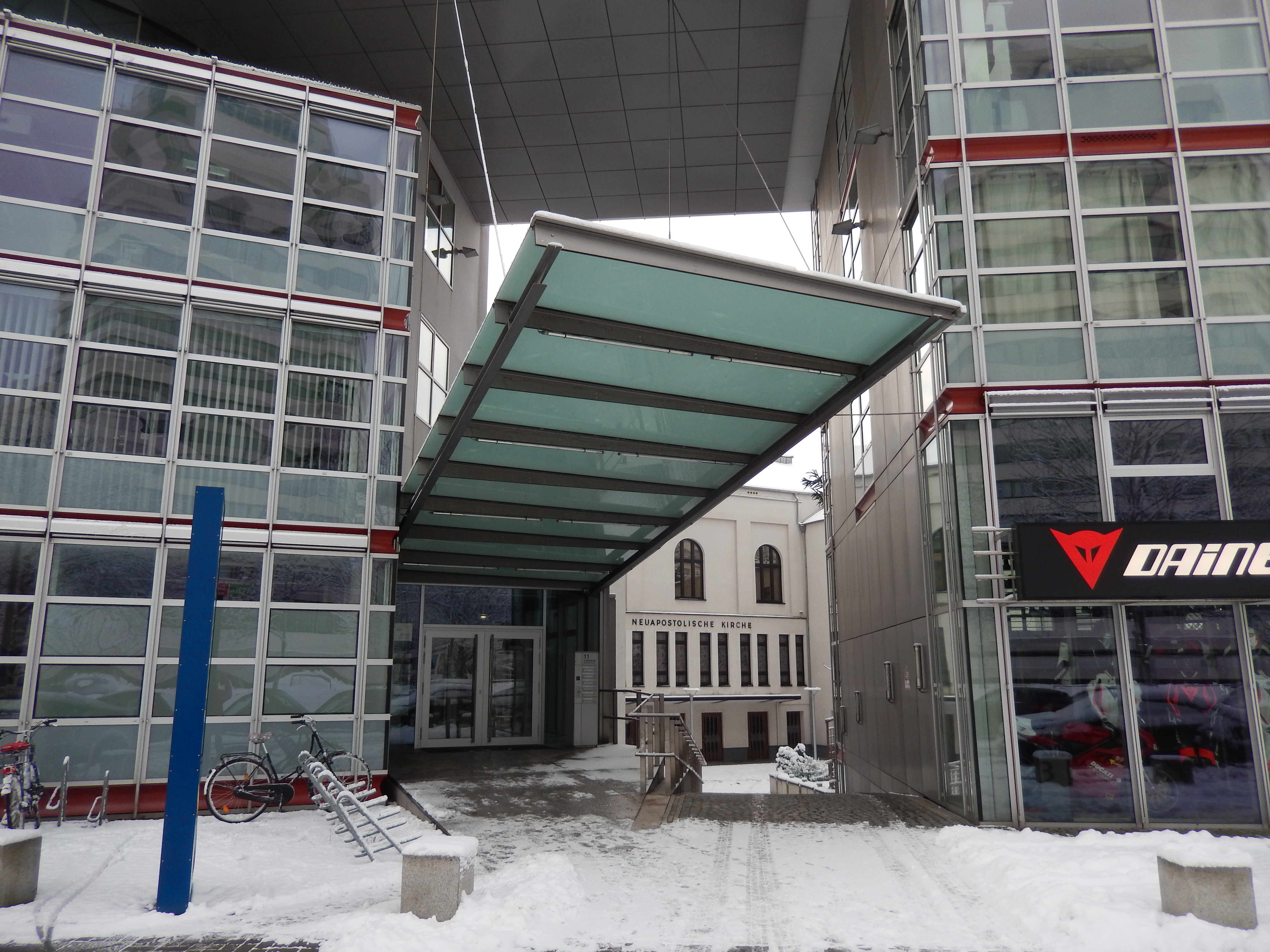
Eingang und Durchgang zur ehemals Neuapostolischen Kirche, die Gebäudeteile des ehemaligen Lokals Königsworth nutzte

Die Baukörper des dreigeschossigen „Riegelhauses“ und dem den Riegel übergreifenden siebengeschossigen „Winkelhaus“ sind durch ein „Gelenk“ verbunden. Das Gelenk weist zum einen den Eingang des Gebäudes und soll so den Erschließungsschwerpunkt des Komplexes klar definieren. Zum anderen bildet mit der Baugruppe ein Tor zu dem im Blockinneren gelegenen älteren Gebäude, das bis 2015 von der Neuapostolischen Kirche genutzt wurde, und hält den Blick darauf frei. Zugleich vermittelt der Gebäudekomplex zwischen den unterschiedlichen Höhen der umliegenden Bebauung.
Eine Besonderheit des Torhauses Brühlstraße bilden die wasserdurchströmten Betondecken: Mit der sogenannten „Betonkerntemperierung“ können die Räume sowohl beheizt als auch gekühlt werden. Dadurch wird bei vergleichsweise geringen Investitions- und Betriebskosten die Optimierung des Raumklimas gesteuert. Zudem legten die Architekten von Anfang möglichst ökologische Techniken und Materialien, um auch langfristig die Unterhaltungs- und Betriebskosten gering zu halten und dadurch eine nachhaltige Vermietbarkeit zu fördern.
Unter den Dächern des Torhauses wurde ein Brutto-Rauminhalt von 33000 Kubikmetern geschaffen mit einer Nutzfläche von 4430 Quadratmetern (tatsächlich genutzten Grundfläche von 4000 m2). Eine Tiefgarage fasst 111 Stellplätze; sie wird durch eine spiralförmige Rampe erschlossen.

## Nutzung
Die Büroflächen werden hauptsächlich vom Hauptsitz der Delticom AG mit einigen Tochterfirmen belegt; im Erdgeschoss sind eine Filiale von Kieser Training sowie ein Laden der Bekleidungsfirma Dainese. Ferner gibt es sechs Wohnungen.